# Perissus luteonotatus
Perissus luteonotatus är en skalbaggsart som beskrevs av Maurice Pic 1943. Perissus luteonotatus ingår i släktet Perissus och familjen långhorningar. Inga underarter finns listade i Catalogue of Life.